# Antroposofia
L'antroposofia (in greco antico 'sapienza dell'essere umano') è una disciplina esoterica di derivazione teosofica basata sugli insegnamenti di Rudolf Steiner, che afferma di poter studiare "in modo scientifico" e unitario la realtà fisica e la dimensione "spirituale", concependole come «un'unica manifestazione divina in continua evoluzione». L'antroposofia postula l'esistenza di un mondo spirituale che si può osservare e comprendere per mezzo di una «osservazione animica mediante il metodo delle scienze naturali», una pratica somigliante alla chiaroveggenza e derivante dalla "scienza goethiana" (che Steiner voleva estendere al mondo spirituale).

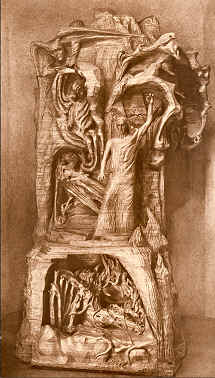
Il Rappresentante dell'Umanità che tiene in equilibrio le forze di Lucifero e Arimane, scultura lignea ad opera di Rudolf Steiner e Edith Maryon, che raffigura la concezione antroposofica dell'uomo.

Questo percorso spirituale e filosofico è definito dai suoi sostenitori come la "scienza dello spirito", ma viene oggi annoverato tra le pseudoscienze per la sua pretesa di osservare e studiare mediante un metodo scientifico degli enti che - secondo quasi tutti i sistemi metafisici contemporanei - non appartengono all'ordine delle realtà accostabili dalla conoscenza scientifica.

## Fondamento filosofico ed epistemologico
Steiner disse che "la mia filosofia della libertà è la base epistemologica per la scienza spirituale orientata in senso antroposofico a cui mi rifaccio". Steiner stesso, cioè, rinvia per approfondimenti sull'antroposofia ad una delle sue opere fondamentali, intitolata appunto "La Filosofia della Libertà", che seguì e ampliò la sua tesi di dottorato, pure pubblicata, col titolo di Verità e scienza.
In esse Steiner parte dalla concezione dell'essere umano di Goethe, che lo riteneva un'entità naturale e soprannaturale: naturale in quanto l'umanità è un prodotto della natura, soprannaturale in quanto attraverso il nostro potere concettuale noi allarghiamo le possibilità della natura, permettendole di raggiungere attraverso noi stessi la capacità di riflessione, come accade nella filosofia, nell'arte e nella scienza. Da qui Steiner approda all'idealismo, affermando: «la vera scienza, nel senso superiore della parola, ha a che fare unicamente con oggetti ideali; non può essere altro che idealismo; poiché ha la sua ultima ragione d'essere in bisogni che originano dallo spirito».
Steiner, quindi, fu un epigono del romanticismo tedesco, ma la sua opera filosofica si inserisce nella lunga tradizione del cosiddetto idealismo oggettivo, che trova i suoi precursori in importanti pensatori come Platone e Spinoza e il suo massimo rappresentante in Hegel. Proprio per questo essa suscitò l'interesse anche dei filosofi neoidealisti italiani. Il riferimento a Platone è interessante perché Platone inserisce racconti mitici nei suoi testi filosofici, per esempio quello di Atlantide. I miti di Steiner furono spesso costruiti sulla base di teorie scientifiche in voga alla metà dell'Ottocento e successivamente abbandonate (ad esempio il continente perduto di  "Lemuria"), ma la verità dell'antica esistenza di Lemuria fu affermata risolutamente da Steiner, che la presentava come un prodotto della sua attività di chiaroveggente. Steiner, infatti, riteneva che il passato fosse in qualche modo eternamente preservato nella cosiddetta "cronaca dell'Akasha", che egli sarebbe stato in grado di leggere grazie alla guida di superiori entità spirituali.
Questo carattere "rivelato" dell'antroposofia oltre alla presenza di concetti derivati da numerose religioni (per esempio la metempsicosi dall'Induismo, il ruolo di Cristo dal Cristianesimo, l'esistenza di due Gesù dalla tradizione cabalistica, ecc.) conferiscono all'antroposofia le caratteristiche di una nuova religione e come tale è classificata in diverse enciclopedie. Steiner, però, reclamava per l'antroposofia il carattere di una scienza, in quanto, secondo lui, le sue affermazioni provenivano da "osservazioni animiche" replicabili da chiunque si sottoponesse a una sufficiente preparazione spirituale attraverso specifici esercizi mentali. Questa pretesa non falsificabile, oltre alle numerose affermazioni compatibili con il livello delle scienze e il contesto culturale del primo Novecento, ma totalmente smentite dal progresso successivo, ha indotto a classificare l'antroposofia fra le pseudoscienze.

## Storia
(Rudolf Steiner, Le manifestazioni del karma)
All'età di poco più di vent'anni, venne chiesto a Steiner di curare l'edizione degli scritti scientifici di Goethe per un'importante pubblicazione che raccogliesse l'opera completa dello scrittore.
Mentre attendeva al lavoro editoriale, Steiner iniziò a pubblicare vari scritti che anticipavano le sue future idee, ma che erano situabili all'interno del clima filosofico e scientifico della sua epoca: soprattutto La concezione Goethiana del mondo e i commenti alle opere scientifiche di Goethe. Il suo primo scritto fondamentale fu La filosofia della libertà (Die Philosophie der Freiheit), pubblicato nel 1894. Qui, Steiner espone un concetto di libero volere fondato sull'esperienza interiore del pensare puro libero dai sensi corporei, in modo che una lettura adeguata di tale testo possa costituire l'esperienza stessa di tale pensare puro. I suoi primi accenni all'antroposofia risalgono a questo periodo.
Lo sviluppo di Steiner e i suoi studi lo condussero sempre più verso l'esplicita ricerca spirituale e filosofica. Questi studi interessarono soprattutto chi già era orientato verso idee di carattere spirituale e principalmente tra questi, almeno nella prima fase di sviluppo di Steiner, vi era la Società Teosofica, fondata dall'occultista e (sedicente) medium Helena Blavatsky. La società propagandava una sorte di religione sincretica, nella quale convergevano elementi di varie religioni, con una prevalenza di quelli induisti e buddhisti.
Quando gli fu chiesto di dirigere la sezione tedesca di questo gruppo ai primi del Novecento (composta allora soprattutto da anglo-americani) Steiner accettò, a condizione di potere sempre e solo esporre i risultati della sua propria indagine soprasensibile. Il suo lavoro si distinse da quello di molti membri della società (le eccezioni includono Bertram Kingsley in Inghilterra) e sia egli che il presidente della Società Teosofica sembrarono coltivare "l'accordo nel disaccordo", restando comunque in armonia. Dal 1907, tuttavia, ci fu un continuo allontanamento tra il gruppo che faceva capo allo Steiner, che stava lavorando per costruire una via che tenesse conto delle pietre miliari della cultura occidentale, quali la cristianità e la scienza naturale, e la corrente principale della Società Teosofica, che era orientata verso l'Oriente e in particolare verso l'India.

### Fondazione della Società Antroposofica
La Società Antroposofica venne fondata nel 1913, dopo che Steiner ebbe lasciato la Società Teosofica (la cui sede centrale si trova dal 1886 ad Adyar, alla periferia di Chennai, in India) in seguito a divergenze con la sua presidente, Annie Besant. Questa intendeva presentare al mondo la figura del bambino Jiddu Krishnamurti come il Cristo reincarnato. Steiner si oppose fermamente, considerando come cosa destituita da ogni fondamento l'accostamento tra il Cristo e Krishnamurti (come, del resto, fece lo stesso Krishnamurti, quando ebbe raggiunto l'età adulta). Questo episodio e le discordanze filosofiche sopra accennate portarono Steiner a lasciare la Società Teosofica, seguito dalla gran parte dei membri della sezione tedesca, di cui era stato fino ad allora segretario. In seguito lo seguirono anche membri di altre nazioni.
Steiner aveva ormai raggiunto una considerevole statura come maestro spirituale. Affermava di avere diretta esperienza della cronaca dell'Akasha, una presunta cronaca di stampo mitologico sulla storia, preistoria e del futuro del mondo codificata nel piano eterico dell'essere. In numerosi lavori - soprattutto in Come si conseguono conoscenze dei mondi superiori? e ne La scienza occulta - Steiner descrive una via di sviluppo interiore che può, secondo le sue convinzioni, mettere chiunque in grado di perseguire esperienze spirituali di quel tipo. Una solida visione viene sviluppata in parte praticando forme rigorose di autodisciplina morale e cognitiva. Si noti che, secondo Steiner, lo sviluppo morale deve precedere lo sviluppo delle facoltà spirituali.

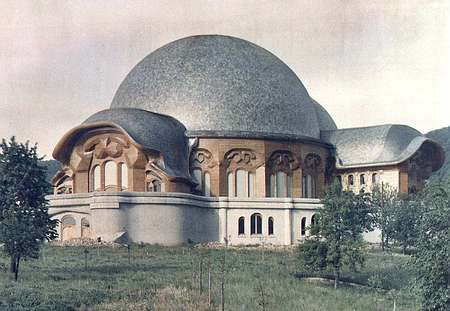
Il primo Goetheanum, 1920, Dornach, Svizzera

A partire dal 1912 prese avvio un fiorire di lavori artistici ispirato da Steiner e dal movimento antroposofico. Nuove direzioni in arte drammatica, pittura, scultura, movimento artistico e architettura furono realizzate in un grande centro culturale, il primo Goetheanum, costruito interamente in legno negli anni 1913-1920 da volontari provenienti dalle nazioni più diverse. Molto del lavoro fu svolto durante la prima guerra mondiale. La comunità internazionale di operai, artisti e scienziati, che si formò intorno al progetto nella neutrale Svizzera, visse in una situazione di netto contrasto con ciò che invece avveniva nelle altre nazioni europee, straziate dalla guerra.
Dopo la prima guerra mondiale, il movimento antroposofico si orientò verso nuove direzioni. Furono intrapresi vari progetti pratici che portarono alla realizzazione di scuole, centri per disabili, aziende agricole biodinamiche e cliniche mediche, tutte iniziative ispirate dalla ricerca antroposofica. Steiner ha sempre ribadito con fermezza la volontà di evitare il carattere settario dei gruppi antroposofici.
Steiner morì nel 1925, ma il lavoro antroposofico continuò in tutti i paesi che aveva raggiunto durante la sua vita, espandendosi in molti altri. Seminari, gruppi di formazione artistica e istituzioni come scuole, banche, aziende agricole e cliniche fioriscono in tutto il mondo, ispirate tutte dall'idea che il lavoro spirituale può essere portato avanti sistematicamente e metodicamente in armonia con gli impegni esteriori. Il Goetheanum, distrutto da un incendio doloso nella notte di Capodanno del 1923 e ricostruito dopo la morte di Steiner in cemento armato, continua ad essere il centro mondiale del movimento antroposofico; tuttavia numerosi gruppi nazionali, regionali e locali sono sorti in un gran numero di luoghi.

## Descrizione
La parola antroposofia deriva dalle radici greche ànthropos (uomo) e sophìa (conoscenza). Il termine fu usato in scritti esoterici a partire dal XVI secolo ed entrò nel linguaggio filosofico del XIX secolo tramite Troxler. Nel 1882 il filosofo Robert von Zimmermann, le cui lezioni a Vienna erano state seguite anche da Steiner, utilizzò il termine nel titolo di una sua opera. Rudolf Steiner riprese questo termine per dare un nome al percorso di studio spirituale da lui proposto.

### Il superamento del materialismo, dell'illuminismo e del positivismo
(Rudolf Steiner, Warspruchworte, 1909)
Una delle caratteristiche della scienza dello spirito, come di altre discipline antroposofiche quali la sua pedagogia, l'architettura, l'agricoltura biodinamica, è per Steiner la sua concezione organica, affine all'opera d'arte, dove nulla viene lasciato al caso, ma le parti sono strutturalmente collegate al tutto in cui, cioè, il piccolo riproduca in miniatura il grande, come avevano suggerito alcuni filosofi greci da Pitagora, a Platone e Plotino. Steiner si riappropria, così, di una visione del mondo propria anche della scienza goethiana, per la quale i fenomeni della natura non sono separati da colui che li conosce, ma possono essere compresi nella loro essenza solo grazie a un'intima corrispondenza tra noi e loro. Il problema principale della scienza a lui contemporanea, secondo Steiner, era quello di essere astratta, avulsa dall'uomo, e quindi difficilmente comprensibile:
(R. Steiner,  Alimentazione per vivere sani (PDF)., conferenze del 1923-24, Archiati Verlag, 2007, p. 123)

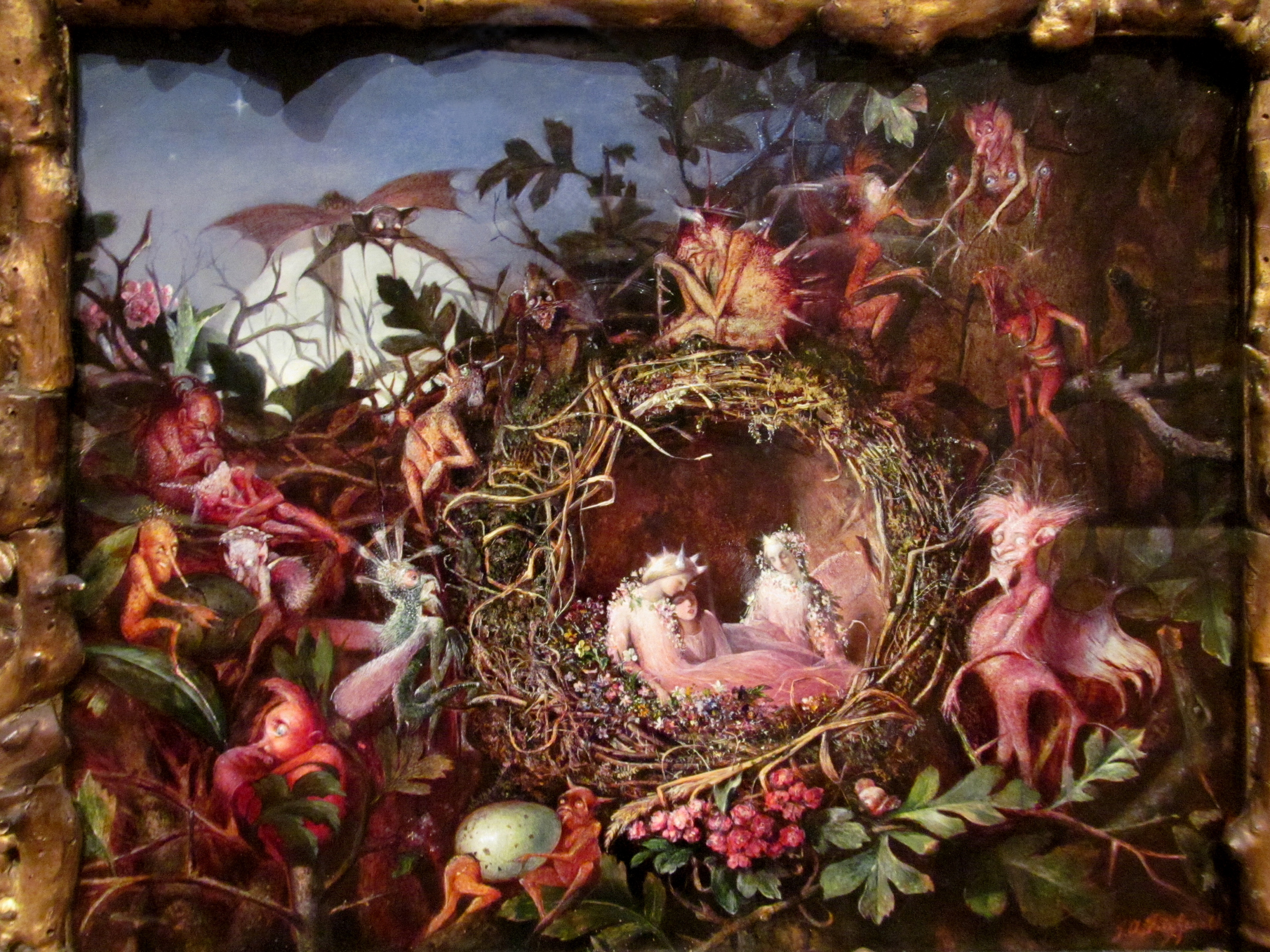
La natura secondo l'antroposofia è interamente pervasa da entità spirituali

Come afferma nella sua Filosofia della libertà, la natura non può essere spiegata sulla base di un mero meccanicismo, perché chi ragiona così si limita a proiettare su una realtà immaginaria alcune caratteristiche del mondo da lui percepito, come il movimento, la forza, la posizione ecc., escludendone altre. Accade così che ad esempio i colori, i suoni, il calore, ecc. non vengano studiati come fenomeni in sé, ma solo come effetti meccanici della materia, concepita intellettualmente come qualcosa di eterno, indistruttibile e amorfo, che determinerebbe oscuramente l'insorgere in noi di quelle sensazioni. In tal modo risulterebbero inspiegabili le esperienze stesse della coscienza, come ammetteva il fisiologo Emil Du Bois-Reymond dalla sua prospettiva materialista: «Quale legame pensabile esiste tra dati movimenti di dati atomi nel mio cervello, da un lato, e dall'altro i fatti per me originari, innegabili, non ulteriormente definibili: io sento dolore, sento gioia, io assaporo dolce, odoro profumo di rose, odo suono d'organo, vedo rosso? È incomprensibile, e lo sarà sempre, che dalla combinazione di carbonio, azoto, idrogeno, ossigeno, prenda forma la vita cosciente».
Secondo Steiner, invece, a causa di un pregiudizio risalente a Kant, il quale postulava un'inconoscibile cosa in sé dietro l'apparenza percepibile, la scienza moderna ha finito per smarrire la portata unitaria e originaria di quelli che Goethe chiamava Urphaenomena, cioè fenomeni primordiali, su cui si basa l'intero mondo della natura, e dei quali è assurdo andare a ricercare ulteriori cause pregresse. Steiner sostiene infatti, come già Aristotele, Giordano Bruno e altri, che è il pensiero a muovere la materia (mens agitat molem), e che le sensazioni come il rosso, il dolore, ecc., lungi dall'essere un mero epifenomeno della materia, vadano comprese in sintonia con la loro idea archetipa corrispondente, che agisce nella natura e vive anche nel pensiero.
La scienza dello spirito di Steiner respinge quindi sia il meccanicismo materialista, nel quale operebbe Arimane, sia lo spiritualismo mistico, in cui opererebbe invece Lucifero. Steiner aderisce infatti ad una concezione monistica, ma tiene a distinguere tra monismo e monismo: la vera scienza è per lui quella che non si limita ad enunciare principi generali, non scendendo mai nel particolare, né quella che si sofferma su aspetti esteriori ed individuali perdendo di vista l'insieme; bensì «che sappia cogliere il molteplice nell'uno e l'uno nel molteplice».

### La possibilità di studiare il mondo spirituale mediante il metodo scientifico
(Dalla cronaca dell'Akasha)
Steiner riteneva possibile unire la chiarezza del pensiero scientifico moderno con la consapevolezza di un mondo spirituale che è presente in tutte le esperienze religiose e mistiche. L'obiettività perseguita dalla scienza contemporanea si basa a suo dire su concetti «morti», perché esclude ogni apporto soggettivo dello spirito umano vivificante, spersonalizzando la conoscenza. Egli tentò pertanto di creare un approccio a ciò che chiamava «pensiero vivente» che dice di fondarsi sul rigore di pensiero proprio della scienza moderna, ma che si rivolge allo studio dell'anima e dello spirito. Le fonti dell'antroposofia non si trovano in documenti specifici o archivi particolari: esse sono costituite da ciò che è possibile rilevare dallo studio dei testi sacri di tutte le religioni, così come da ciò che, grazie alle facoltà di chiaroveggenza che ognuno può sviluppare grazie ad apposite pratiche di iniziazione, esercitabili e verificabili con metodo e costanza, è possibile scorgere nella cosiddetta cronaca dell'akasha.
Nell'antroposofia l'attività artistica è considerata un ponte tra scienza e religione, tra realtà materiali e spirituali, capace di dare vita a forme di conoscenza superiore, il cui scopo è di raggiungere livelli di consapevolezza più alti tramite concentrazione, meditazione e contemplazione. In diversi scritti e in centinaia di conferenze Steiner descrisse numerosi esercizi sistematici con i quali realizzare tali fini.
L'antroposofia, benché apprezzi tutte le religioni e gli sviluppi culturali, mette in evidenza il pensiero esoterico occidentale (piuttosto che l'antico pensiero esoterico indù o buddista) come il più appropriato per le necessità contemporanee, e percepisce Cristo e la sua missione sulla Terra come avente un posto particolarmente importante nell'evoluzione umana, sebbene questi non siano visti nello stesso modo della corrente principale delle chiese cristiane. Steiner metteva in evidenza l'essere che si manifesta nel Cristianesimo si manifesta anche in tutte le fedi e religioni; è l'essere che unifica tutte le religioni, e non una particolare fede religiosa, che Steiner vide come la forza centrale nell'evoluzione umana.
Il Cristianesimo di Steiner è per certi versi affine a quello degli gnostici, che intendevano avvicinarsi allo spirituale tramite la conoscenza anziché con la fede. Questi però interpretavano il fenomeno Cristo attraverso gli schemi proposti dal primo gnosticismo, mentre Steiner se ne discosta per l'adattamento agli schemi derivati dalla propria autoproclamata chiaroveggenza. L'incarnazione del Cristo fu per Steiner una realtà storica e un punto unico e fondamentale nella storia umana.
Steiner si riappropria dell'ideale romantico di una riconciliazione tra scienza, arte e religione, attingendo sia alle dottrine gnoseologiche dell'idealismo tedesco, in particolare di Fichte e Schelling, nel contesto di una critica della modernità che opponendosi al kantismo recuperasse la possibilità di una conoscenza sovrasensibile fondata sull'auto-intuizione del pensiero, sia alle opere poetiche e scientifiche di Goethe, sulle quali Steiner lavorò lungamente. Steiner fu anche profondamente influenzato da Franz Brentano e Wilhelm Dilthey, dal lavoro dei quali attinsero sia Edmund Husserl che José Ortega y Gasset. Il lavoro iniziale puramente filosofico condusse Steiner dalla coscienza interiore del pensare, a una crescente esplicita considerazione dell'esperienza spirituale che si propone come elemento cardine per il superamento dell'era cristallina:
(Rudolf Steiner)
Steiner credeva nella possibilità di applicare la chiarezza del pensiero scientifico all'esperienza spirituale, che vedeva come derivante da un mondo spirituale oggettivamente esistente. Egli identificò la matematica, per raggiungere la certezza attraverso il pensiero stesso, quindi attraverso l'esperienza interiore piuttosto che l’osservazione empirica, come base della sua epistemologia dell'esperienza spirituale.

### Evoluzione del mondo e dell'uomo
Secondo il pensiero del biologo tedesco Ernst Haeckel, enunciato nel 1866, l'evoluzione della specie si riflette in quella dell'uomo, poiché "l'ontogenesi ricapitola la filogenesi ", ma Steiner reinterpreta il pensiero haeckeliano in un senso molto più vasto che comprende non solo lo sviluppo biologico ma anche il divenire cosmico. Per Steiner, infatti, «ogni corpo e ogni essere nel cosmo ripete gli stadi precedenti sopra un nuovo gradino di evoluzione»,
La crescita di un organismo, di una persona, di un popolo, o di un pianeta, non possono essere compresi in base a leggi materiali, ma solo a partire dagli impulsi dello spirito. La scienza materialista, che ritiene primaria la materia e secondari i fenomeni, ad esempio del colore o del suono, astrae in tal modo da alcuni aspetti della realtà mantenendo per comodità solo quelli misurabili, come il movimento o la forma, che essa attribuisce agli atomi.
(Rudolf Steiner,  Le opere scientifiche di Goethe (PDF)., trad. it., Fratelli Bocca editore, Milano 1944, p. 142)
Steiner rivendica invece l'importanza di tutta la gamma delle percezioni umane, che egli riconduce non a cinque ma a un totale di dodici sensi. Una sensazione come quella del calore, ad esempio, che per la scienza ufficiale consiste in un'eccitazione di atomi, è per Steiner un'entità primaria autonoma, non l'effetto ma la causa di quella eccitazione. Nei secoli passati inoltre le percezioni umane erano diverse, quando Gesù raccontava agli apostoli in parabole lo faceva trasmettendo immagini che rievocava tra il sogno e la veglia, non essendo ancora in grado di riflettere razionalmente come accade oggi.
(Rudolf Steiner, L'uomo e il mondo, Tilopa, Roma 2014, p. 83)
In questa evoluzione umana che ha come riferimento lo spirito si collega anche al ciclo di reincarnazioni per cui ad ogni rinascita l’uomo ha la possibilità di evolvere ulteriormente. Questa evoluzione non segue un andamento solo ascendente ma contempla anche delle regressioni. Steiner infatti afferma che dalle epoche remote vi sono stati degli uomini che non hanno avuto la possibilità o le capacità di evolvere e oggi vivono nel corpo delle scimmie. Lo stesso concetto viene applicato per alcuni popoli selvaggi che oggi sono da considerarsi spiriti incarnati ma regrediti.
Gli animali si sarebbero evoluti da una forma precoce e non specializzata. Come l'animale meno specializzato, gli esseri umani hanno mantenuto una connessione stretta con la forma archetipica, contrariamente alla concezione darwiniana dell'evoluzione umana, tutti gli altri animali si sono svincolati da questo archetipo. L'archetipo spirituale originariamente creato dagli esseri spirituali era privo di sostanza fisica; solo più tardi questo è disceso nell'esistenza materiale sulla Terra. In questa prospettiva, l'evoluzione umana ha accompagnato l'evoluzione della Terra attraverso l'esistenza della Terra.
Steiner colloca l'evento del Golgota, ossia la morte in croce del Cristo come il momento in cui l'uomo ha acquisito un io. Nel corso dei secoli l'io dell'uomo gli ha permesso di uscire dall'idea di un io di gruppo, presente nei popoli antichi. Anche la nascita del diritto romano segna l'esigenza di regolare la vita in funzione di questa nuova evoluzione. Nel 333 d.C. colloca l'emancipazione dell'anima. Mentre nel quindicesimo-sedicesimo secolo l'avvio di conoscenze meccanico-matematiche.

### La concezione dell'essere umano
Il suo concetto di uomo include l'idea che l'uomo è vissuto sulla Terra dalla sua creazione, sebbene nella sua forma spirituale. Questa forma spirituale è poi trasformata attraverso un certo numero di stadi per raggiungere la forma attuale, stadi che inclusero l'emanazione di esseri inferiori come animali e piante. Così ogni cosa vivente è evoluta dall'umanità (benché "l'umanità" qui non è vista nel suo senso comune, ma include le sue prime forme spirituali). La prima incarnazione dell’uomo risalirebbe all’epoca lemurica.
Steiner credeva che ogni fenomeno potesse essere descritto da vari punti di vista. Le sue descrizioni della natura dell'essere umano includono una visione tripla, quadrupla e settupla. Consigliava di osservare ogni questione da varie prospettive ed esplicitò dodici visioni del mondo e religioni mondiali, tutte egualmente valide, che potessero essere usate in ogni situazione.
Nell'articolazione triplice l'essere umano è visto come composto da corpo, anima e spirito.
- Il corpo contiene l'io fisico, le forze e i processi vitali, e le strutture fisiche della coscienza: si esplica nella volontà.
- L'anima si incarna in un corpo e poi fuori da esso di nuovo in una esistenza spirituale: si esplica nel sentimento.
- Lo spirito congiunge le vite terrene tra di loro e con il mondo spirituale; questo spirito è eterno e creativo, e si esplica nel pensiero.

Comunque gli antroposofi hanno anche una visione quadruplice, che Steiner amplia molto frequentemente e la mette in uso pratico in argomenti come la medicina e l'educazione dei bambini:
- il corpo fisico,
- il corpo eterico,
- il corpo astrale,
- l'"Io"

(Rudolf Steiner, Il Vangelo di Giovanni)
L’io è a sua volta diviso in:
- sé spirituale o manas, ossia la parte del corpo astrale modificata dall’io;[43]
- lo spirito vitale o buddhi, ossia la parte di corpo eterico trasformata dall’io;
- uomo spirituale o atma, ossia la parte del corpo fisico trasformata dall’io.

Queste tre parti verranno modificate dall’uomo nel corso delle future evoluzioni della terra tramite il suo contributo spirituale. L’io modifica il corpo astrale, quando l’intero corpo astrale sarà stato purificato dall’Io si trasformerà in sé spirituale o Manas. Quando il corpo eterico sarà interamente elaborato dalla forza dell’Io sarà Buddhi o spirito vitale. E quando il corpo fisico sarà stato interamente superato e vinto dall’Io, diventerà Atma, o uomo-spirito.
La descrizione di Steiner dell'essere umano consistente di sette parti intimamente connesse, iniziando dal livello materiale e arrivando fino ai livelli spirituali - molti dei quali sono ancora in sviluppo - è simile a quella trovata in Teosofia. Ci sono tre organizzazioni stabili - corpo fisico, vita e coscienza - poi l'ego o "io" e tre componenti spirituali - coscienza spirituale, vita spirituale e io spirituale - che assieme costituiscono i sette livelli. Questa visione è spiegata a fondo in molti scritti e conferenze di Steiner, in particolare nei suoi libri Teosofia, e La Scienza Occulta nelle sue linee generali.
Steiner cambiò il suo uso di termini teosofici ("corpo eterico", "corpo astrale") in una terminologia più descrittiva (corpo vitale o organizzazione ritmica, corpo senziente o organizzazione della coscienza).
Durante il sonno il corpo fisico e quello eterico rimangono immutati, mentre avviene un distacco del corpo astrale e dell’io. All’opposto durante la veglia è il corpo astrale a “dormire”. Se però esso rimane “sveglio” durante la veglia allora l’uomo non è più in salute. Con la morte Io, corpo astrale ed eterico si distaccano dal corpo fisico determinando il deperimento dello stesso.
Questa concezione dell'essere umano e delle sue parti costitutive occulte è quasi un'esatta copia di quella orientale yogica. Anche in quella infatti, molto più antica, si parla di corpi "sottili" o "koshas", così come si parla di "manas", "buddhi" e "atma". Si può dire che Steiner ha tratto tutti i suoi concetti sulla costituzione occulta dell'uomo dallo Yoga, in particolare da Patañjali. Tuttavia, il significato che a questo costituenti occulti dava lo Yoga classico è stato cambiato da Steiner, che ne ha dato una sua particolare interpretazione.
L’azione dell’io consente all’uomo una trasformazione interiore in:
- anima senziente
- anima razionale
- anima cosciente

### Il concetto di "Io" nell'antroposofia

#### L’uomo
Il "me" o l'"io" è un'entità complessa, poiché porta in sé la triade spirituale, esclusiva dell'essere umano. L'io agisce nell'anima e diviene anche l'essere cosciente. Se l'occhio riceve un'impressione luminosa, questa impressiona dapprima l'eterico, quindi l'astrale, e infine l'io ne prende coscienza.
A differenza di una pianta, nella quale agiscono soltanto le forze vitali o eteriche, l'uomo sottrae vitalità al proprio corpo per poterla tramutare in pensiero. Le forze eteriche sono di natura mnemonica-ripetitiva, come si può osservare nella riproduzione dei microorganismi, basata nella sua prorompente vitalità su uno stesso schema originario, o anche nel bambino, ancora sprofondato nella sua corporeità, che impara inconsciamente per imitazione.
Più ci si innalza di livello, più diminuisce la vitalità. A livello della testa, ad esempio, il corpo astrale, sotto l'influenza dell'io, riprende le forze eteriche che sono già meno attive a questo livello. Le forze eteriche sono quindi utilizzate per il pensiero. I processi della coscienza del corpo astrale, che l'uomo ha in comune con gli animali, hanno il loro riflesso materiale nel sistema neurosensoriale. Per via di questa usura della vitalità degli organi, uomini e animali hanno bisogno di ripararli. Una volta liberati, corpo astrale e io penetrano così nelle dimensioni spirituali che per loro mediazione rigenerano i corpi fisici ed eterici durante il sonno. Alla perdita di coscienza del sonno corrisponde un incremento della vitalità corporea.
A differenza degli animali, però, ogni uomo possiede un'individualità sua esclusiva, che lo distingue dal concetto generale della specie. Quest'individualità è appunto l'io, da non intendere come un'entità statica e definita come lo sono i caratteri della specie, ma da sviluppare progressivamente nell'arco della vita, tramite un lavoro sui corpi inferiori cercando di esercitare su di essi il proprio dominio. Questo lavoro è il destino dell'uomo a cui si oppongono in particolare gli spiriti luciferici, che con i richiami alla mistica del sentimento, propria dello spiritualismo o anche delle dottrine orientali, vorrebbero ricondurlo agli stadi primordiali della sua evoluzione.
(Rudolf Steiner, L'Apocalisse)
Chiaramente l’individualità umana è plasmata da fattori esterni ma anche da influssi sottili in base alle predisposizioni e al sesso:
La percezione dell’io si è evoluta nel tempo collegandosi all’evoluzione propria dell’uomo caduto nella materialità. L'io venne instillato all'uomo da Jehova che separatosi dagli Elohim concedette all'uomo questa caratteristica (seppur ancora in qualità di io di gruppo). L’io poi si è accresciuto negli uomini nel corso della storia, passando da un io collettivo (come quello ravvisabile nell’uomo dell’antichità) ad un io distaccato e sempre più manifesto come dell’epoca attuale. Un esempio di come la percezione dell’io sia mutato è ravvisabile nei racconti biblici dove si parla dei patriarchi come Noè che ebbero una vita incredibilmente lunga. Steiner interpreta ciò come un io che nelle generazioni passate manteneva una memoria generazionale, confondendo la memoria propria con quella del padre e del nonno. Egli infatti dice che il nome Adamo equivale ad una memoria collettiva non limitata dalla vita e dalla morte.
L'evento spartiacque nella storia umana che ha determinato la nascita di un io che passa da quello di gruppo a quello individuale è la venuta di Cristo e il suo sacrificio.

#### Gli animali
Il concetto di io per gli animali è diverso, in quanto gli animali non posseggono un io individuale ma uno di gruppo. Ciò significa che i loro comportamenti sono dettati da un’identità di gruppo distinta in base alle specie. L’indagine chiaroveggente mostra come l’io degli animali appaia come una sorta di nuvola, mentre quello delle piante sia al centro della terra. Ciò determina che quando una pianta viene strappata (non tagliata perché l’effetto è opposto) la terra, come entità spirituale ne soffre.

### La vita dopo la morte
In parecchi libri di Steiner viene descritto il viaggio dell’uomo dopo la morte. Essa avviene tramite il distacco del corpo eterico, astrale e dell’Io dal corpo fisico che privo di queste parti si decompone. Ciò che resta dell’individuo è l’Io in quanto le altre due parti vengono separate, seppur parti non fisiche. La fase successiva viene chiamata kamaloka in cui la persona rivive l’intera esistenza a ritroso fino a giungere alla nascita. Questo “film” a ritroso si caratterizza però per il fatto che invece di vivere le proprie gioie e dolori si percepiscono quelle altrui a causa delle nostre azioni. Tale fase dura temporalmente circa 1/3 della vita sulla terra e può essere considerata come una sorta di purificazione delle azioni condotte nella vita precedente.
Al termine del kamaloka l’individuo sperimenta concretamente i mondi spirituali con tutte le entità visibili all’occhio spirituale come ombre nere o creature caricaturali che esprimono spiritualmente le brame e i vizi. Steiner ci informa anche che il tempo nei mondi spirituali è molto più lento di quello nella terra in quanto trent’anni del mondo spirituale corrispondono all’incirca a un anno del mondo fisico.

### La reincarnazione
Steiner afferma che contrariamente a ciò che professano le religioni monoteiste principali (cristianesimo, ebraismo e Islam) esisterebbe la reincarnazione soggetta alle leggi del karma. Dopo la morte infatti l’uomo passerebbe alla fase del kamaloka. In questo periodo che può durare fino a un terzo della vita reale, si rivivrebbero le emozioni positive e negative suscitate negli altri. In funzione dell’attaccamento alla vita fisica questa fase si allungherebbe e il corpo eterico così vive una sorta di purificazione, dopodiché abbandona anche il "corpo astrale". A questo punto rimarrebbe soltanto l’Io (corpo mentale) in forma di “seme” che cresce nel mondo spirituale finché, dopo un lungo periodo (da cinquecento a mille anni), riceverà un nuovo corpo astrale ed eterico, sceglierà i genitori, vedrà la sua vita futura in un rapido quadro d’insieme e infine si reincarnerà in un nuovo corpo fisico. Ciascuna vita, nella visione steineriana sarebbe quindi influenzata dalle vite precedenti secondo la legge del karma.
Steiner sostiene che il processo di reincarnazione sia sorto nel momento in cui l’uomo ha acquisito una sua individualità (dopo la separazione del Sole dalla Luna). In precedenza l’uomo avrebbe avuto un’anima di gruppo per cui la vita aveva un andamento continuo, di generazione in generazione. Questa condizione tornerà ad essere presente quando, nell’evoluzione umana, la reincarnazione terminerà.
Questa sua idea sulla natura dell'uomo, riflette una credenza sulla natura dell'universo (cosmologia) di stampo religioso (nella fattispecie induista): in essa si ripropone la credenza della teosofia sulla discesa (o “condensazione”) dello "spirito" nella materia e della sua successiva risalita o “spiritualizzazione”.
Gli effetti della vita terrena sulla reincarnazione riemergerebbero anche dopo diversi cicli di nascite. Egli pone l’esempio del rito egiziano della mummificazione che mette in risalto l’integrità del corpo fisico. Ciò avrebbe influito come forma pensiero sullo sviluppo animico determinando future incarnazioni particolarmente legate alla materialità. Inoltre egli ritrova un’eco inconscia della passata esistenza egizia in Copernico e Keplero. Il loro lavoro di descrizione dell’universo si legherebbe all’interesse egiziano per gli astri. Egli inoltre riporta lo strano collegamento alla sapienza egizia nella prefazione al V libro dell'Harmonices mundi.
È possibile intuire il comportamento o le attitudini di una persona nella precedente incarnazione riscontrando quelli nella vita attuale. La mancanza di dedizione e di amore sarebbe la manifestazione di una vita frivola nella passata incarnazione. Mentre la menzogna sarebbe indice di una vita superficiale nella passata incarnazione.
L'idea di reincarnazione steineriana è molto particolare e, pur avendo elementi in comune con le discipline orientali, si discosta grandemente da quelle. Nella concezione classica dell'induismo e del buddismo, la reincarnazione di un "jiva", ovvero monade spirituale individualizzata, si può manifestare nei tre regni della natura, ovverosia un uomo può successivamente reincarnarsi anche in un animale, in una pianta, o in un essere inanimato a seconda dei frutti karmici maturati. Nella reincarnazione secondo Steiner l'uomo, unico essere dotato di "Io" sulla Terra, si può reincarnare solamente in un altro uomo, in una successione di vite. Gli altri tre regni sono presenti, ma in questo senso non interessano più l'individualità umana che li ha trascesi. Questa concezione antroposofica della reincarnazione é unica e particolarissima, e si discosta grandemente dalle concezioni tradizionali della stessa. Neanche nella teosofia, madre dell'antroposofia, si ritrova una simile teoria di reincarnazione esclusivamente "umanoide".
Il processo di reincarnazione comporta il cambio di sesso tra un’incarnazione e l’altra. Se nella precedente si era una donna nella successiva si rinasce uomo e viceversa. Sarebbero rari i casi in cui si rinasce mantenendo lo stesso sesso.

#### Gli effetti del karma
Le manifestazioni del karma possono influenzare le vicende dell’uomo nelle modalità più disparate. Alcuni possono terminare la vita prematuramente o essere spinti verso determinate azioni che gli consentiranno di vivere esperienze karmiche, anche se esse possono condurre a sofferenze. Ciò va interpretato secondo un intento compensativo del karma che verrebbe parzialmente scontato sulla terra. Il miglioramento del karma infatti può avvenire anche al prezzo di pene e sofferenze che conducono poi ad un cambiamento della propria interiorità.
Per gli animali non si può parlare di karma ma di un’esperienza diversa. La morte di un animale viene percepita, proprio per l’assenza di un io, come il taglio di qualcosa che ricresce. Steiner fa l’esempio dei capelli tagliati che poi ricrescono. Tuttavia questa percezione è collettiva e non individuale, ecco perché non è corretto parlare di karma.
Il dolore inflitto agli animali, torna poi karmicamente come agenti patogeni atti a infliggere dolore che compensa un certo comportamento.

##### Malattie
L’insorgenza di certe malattie avrebbe in molti casi una causa karmica. La bramosia di guadagno porterebbe nella vita successiva ad una predisposizione alle malattie infettive, l’amore verso gli altri e le creature porterebbe poi ad un corpo giovane. Una vita piena d’odio e antipatie porterà ad un corpo che invecchia presto. L’odio tra classi sociali (sperimentato nei secoli passati) determinerebbe poi l’insorgenza della tubercolosi polmonare. Una vita condotta all'insegna della sensualità sfrenata può condurre nella successiva all'insorgenza della polmonite. Una persona chiusa in se stessa, lambiccandosi interiormente sulle cose del mondo, manifesterà in una vita successiva il morbillo in età avanzata. Una vita di egoismo e disamore causerà in una vita successiva il vaiolo. All'opposto una persona che nella vita precedente abbia condotto una vita corretta avrà meno possibilità di ammalarsi.
Il peso della malattia in una precedente vita può essere considerata come una conquista ottenuta nella sofferenza che porterebbe poi effetti positivi nella reincarnazione come ad esempio una grande saggezza. Pertanto il senso della malattia individuale o collettiva andrebbe reinterpretato in chiave positiva, come un bilanciamento delle proprie colpe che si sconta sulla terra.

### I quattro regni della natura e la suddivisione in parti costitutive
L'antroposofia suddivide il mondo visibile in quattro regni della natura: regno minerale, regno vegetale, regno animale e regno umano. Ognuno di essi possiederebbe delle caratteristiche costitutive differenti dettate dalla loro composizione. L’uomo, in quanto creatura del regno umano è costituito da: corpo fisico, corpo eterico, corpo astrale e io. L’io distingue l’uomo dall’animale, perché il secondo non possiede un io, o meglio ne possiede uno collettivo che risiede nel mondo astrale, diversamente da quello umano che esiste nel mondo fisico e concede il senso dell’individualità. Le piante hanno solo un corpo fisico e uno eterico. L’io delle piante risiede al centro della terra. Infine i minerali, dotati solo di corpo fisico. Questa distinzione sarebbe percepibile dai chiaroveggenti.
| regni    | corpo fisico | corpo eterico | corpo astrale | io       |
| -------- | ------------ | ------------- | ------------- | -------- |
| minerali | presente     | assente       | assente       | assente  |
| vegetali | presente     | presente      | assente       | assente  |
| animali  | presente     | presente      | presente      | assente  |
| umani    | presente     | presente      | presente      | presente |

(Rudolf Steiner, Il Vangelo di Giovanni)
Steiner specifica inoltre che i minerali in realtà posseggono: corpo eterico, corpo astrale e io. Ma la differenza con l’uomo risiede nel fatto che l’eterico risiede nel mondo astrale, l’astrale che si trova nel devachan o mondo spirituale inferiore, infine l’io che si trova in un mondo spirituale ancora più elevato.
Oltre agli esseri viventi e ai minerali anche i corpi celesti seguono questa suddivisione. La Terra se non avesse il corpo eterico non potrebbe ospitare le piante, mentre se non avesse il corpo astrale non potrebbe ospitare gli animali.
Attraverso la visione chiaroveggente è possibile riscontrare le differenze tra animali e uomo. Nell'uomo il corpo eterico combacia perfettamente con quello fisico, seppure tale caratteristica in passato nell'epoca atlantica la testa eterica oltrepassava quella fisica. Il fatto che il corpo eterico e quello fisico combaciano è anche il sintomo della comparsa dell'io. Negli animali tale visione è diversa perché seppur il corpo eterico combacia con quello fisico, la testa eterica oltrepassa quella fisica in un animale come il cavallo. Nell'elefante invece è semplicemente più grande di quella fisica.

### Le diverse entità spirituali
L’universo, ma soprattutto l’uomo, sono influenzati e dominati dalle entità spirituali che “interferiscono” con gli eventi umani. Queste entità abitano i quattro elementi:
- L'acqua, abitata dagli Angeli o Spiriti del crepuscolo;
- l'aria dagli Arcangeli;
- il fuoco o calore, abitato dagli Archai o forze del Principio, o Spiriti della Personalità;
- la terra, dominata dalle Potestà o Exusìai detti anche Spiriti della personalità o Spiriti della Forma.[74]

Assieme a queste entità bisogna aggiungere Jehova e gli Elohim, i quali hanno donato all’uomo la sua figura e forma attuali, avendo infuso in lui la loro essenza. Furono queste ultime entità a indurre nell’uomo lo sviluppo del pensiero, della memoria e le disposizioni all’arte e alle scienze. Ciò determinò la possibilità, prima di allora preclusa, di possedere il libero arbitrio e di stabilire il suo agire nel bene o nel male.
Il mondo fisico è dominato dalla presenza di spiriti elementari imprigionati nella materia. Il rapporto quotidiano con gli oggetti e con la materia stessa determina un passaggio di questi spiriti che giungono all’uomo. Se fissiamo una pietra da essa catturiamo senza volerlo degli spiriti elementari. La liberazione di questi spiriti avviene tutte le volte in cui adottiamo un approccio spirituale.
(Gerarchie spirituali e loro riflesso nel mondo fisico)
Alla morte dell’uomo gli spiriti non liberati rimarranno con lui anche nella successiva reincarnazione. Quelli liberati tornano negli elementi originari.
Secondo la visione antroposofica il bene si trova nell'equilibrio tra le due influenze sul mondo e sull'evoluzione umana. Queste influenze sono spesso descritte come avversari spirituali che tentano di corrompere l'umanità: Lucifero e Arimane. Queste entità posseggono sia aspetti positivi che negativi. Lucifero è lo spirito leggero, che "gioca sull'orgoglio umano e offre l'illusione della divinità", ma motiva anche la creatività e la spiritualità; in particolare le forze luciferiche operano nel corpo astrale dell’uomo alterandone le passioni, i piaceri e i dispiaceri. Arimane è lo spirito oscuro che tenta gli esseri umani nel "... negare [il loro] legame con la divinità e di vivere interamente sul piano materiale", ma stimola anche l'intellettualità e la tecnologia. Le forze arimaniche operano sulle impressioni colte dal mondo esterno che anche in questo caso possono essere manipolate inducendo l’uomo ad atti negativi. Entrambe le figure esercitano un effetto negativo sull'umanità quando la loro influenza diventa malriposta o unilaterale, eppure le loro influenze sono necessarie per la realizzazione della libertà umana.
Arimane é un antico demone della religione persiana che Rudolf Steiner ha fatto tornare d'attualità contrapponendolo alla figura di Lucifero. Le entità prima della fase di antica Luna erano positive, poi il loro sacrificio li ha trasformati in “ostacolatori” atti a impedire il cammino evolutivo umano. Per contrastare Lucifero la moralità è il deterrente migliore, così come la forza di giudizio e di discernimento (tramite la scienza dello spirito) per contrastare Arimane.
Ogni essere umano ha il compito di trovare un equilibrio tra queste influenze opposte, e ognuno è aiutato in questo compito dalla mediazione del Rappresentante dell'Umanità, noto anche come l'essere Cristo, un'entità spirituale che si frappone e armonizza i due estremi.

#### Il ruolo storico delle grandi figure spirituali
Oltre a descrivere le entità in senso generale l'antroposofia valorizza il ruolo di singole figure spirituali e il loro contributo all'umanità. Zarathustra è considerato un'entità molto elevata che ha dato un contributo importante all'umanità attraverso i suoi insegnamenti e le sue azioni. Egli dopo la sua morte cedette il suo corpo astrale a Ermete Trismegisto e quello eterico a Mosè, per poi reincarnarsi col nome di Nazarathos o Zarathos divenendo il maestro di Pitagora. Ma Zarathustra si incarnò anche nel Gesù di stirpe salomonica.
La nascita del Buddha ha permesso il liberarsi di forze spirituali nell'uomo che, attraverso l'ottuplice pensiero, sono diventate azioni che possono finalmente essere coltivate e fatte proprie dall'uomo. Lo stesso Buddha dopo la sua morte continuò ad avere un influsso positivo sulla terra comparendo ai pastori cui era stato annunciato l'arrivo del Cristo in forma di moltitudine celeste.

### Le gerarchie spirituali

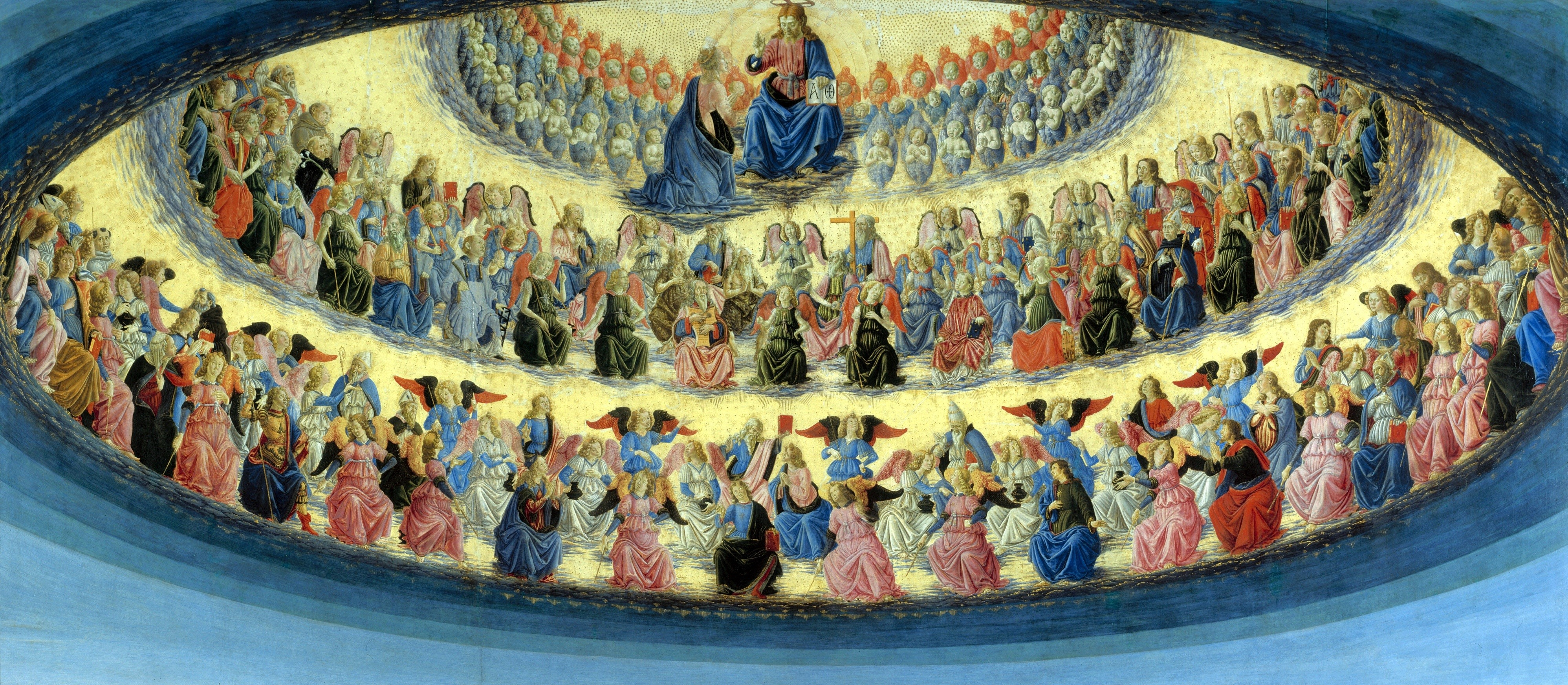
Le gerarchie angeliche in coro rappresentate da Francesco Botticini.

Le entità spirituali descritte da Steiner seguono sostanzialmente la tradizione cristiana di Dionigi l’Areopagita che ne ha esposto i livelli. Partendo dai livelli inferiori abbiamo:
1. Angeli, ovvero Figli della Vita
2. Arcangeli, ovvero Spiriti del Fuoco
3. Archai o Principati, ovvero Spiriti della Personalità[87]
4. Potestà o Exusiai, ovvero Spiriti della Forma
5. Virtù o Dynameis, ovvero Spiriti del Movimento
6. Dominazioni o Kyriotetes, ovvero Spiriti della Saggezza
7. Troni, ovvero Spiriti della Volontà
8. Cherubini, ovvero Spiriti dell'Armonia
9. Serafini, ovvero Spiriti dell'Amore[86]

Gli angeli sono entità che si occupano di agire sui singoli individui, mentre gli arcangeli coordinano la vita del singolo uomo con quella di un popolo o un’etnia ecc. Gli Archai agiscono sull’umanità intera attraverso le epoche e determinano le variazioni dovute al cosiddetto “spirito del tempo”. Questo spirito può essere favorito dalla nascita di personalità in grado di influenzarne le sorti, la loro incarnazione e l’azione è favorita da queste entità che operano dall’epoca lemurica. Le Potestà operano in un ambito ancora più vasto, ossia regolano il passaggio evolutivo del sistema solare da un’incarnazione a un’altra, ossia dall’attuale Terra alla futura fase Giove (vedi sotto).
Steiner afferma che alcune di queste gerarchie angeliche possono incarnarsi in uomini per agire sull'umanità. Se ad incarnarsi è un Archai la dottrina orientale chiama tale entità dhyani-buddha. Se un arcangelo viene chiamato bodhisattva, se un angelo buddha.

### I mondi spirituali
Steiner descrive i mondi spirituali come regioni. Nella prima gli oggetti appaiono secondo le forze che rendono le forme, come nei cristalli. Ma le masse che occupano compaiono come spazi vuoti. I colori inoltre si manifestano con i colori complementari: una pietra rossa apparirà verde. Nella seconda regione la vita appare come un’essenza che fluisce simile a un liquido. Questo flusso è anche percepito come suono. Nell’altra regione le sensazioni compaiono come atmosfera. Dolore e tristezza, gioia ed estasi sono come il vento e la tempesta. Sono visibili anche i pensieri che si manifestano come esseri viventi. La saggezza fa parte della quinta regione e viene percepita come una luce.

### L’evoluzione spirituale del sistema solare

Evoluzione dell'Uomo e della Terra

Secondo i principi antroposofici la terra odierna per come la conosciamo fisicamente, ma anche per come sarebbe “spiritualmente” in senso steineriano, era preceduta da altro, in quanto anche la terra avrebbe subìto nel tempo una forma di evoluzione. Per descrivere ciò bisogna andare a ritroso considerando le varie fasi evolutive del sistema solare e le azioni intervenute per la sua evoluzione.
1. La fase primordiale è quella dell'antico Saturno dominata dai Troni o Spiriti della Volontà.[91] In questa fase non vi era ancora la materia, esisteva solo il calore e il fuoco,[92] lo stesso Steiner paragona questa fase alla nebulosa primordiale di Kant-Laplace che conteneva l’intero sistema solare in una nuvola di gas. Tuttavia la rappresentazione figurativa si avvicinerebbe alla forma del pianeta Saturno più che a una nebulosa primordiale. Questo è un punto spesso ripetuto dallo stesso Steiner in quanto ci si immagina il pianeta fisico. Egli infatti ribadisce la non esistenza materica in questa fase evolutiva ma la presenza di calore.[93] Per quanto le condizioni fisiche materiali non consentissero la vita per come la conosciamo, in questa prima fase esisteva l’uomo come entità ancora totalmente spirituale. L'evoluzione da antico Saturno ad antico Sole sarebbe avvenuta quando gli Archai o spiriti della personalità assorbirono parte del calore dell'antico Saturno raggiungendo l'autocoscienza che gli permetteva di elevarsi.[94]
2. l'antico Sole era dominato dai Kyriótetes o Dominazioni, chiamati anche Spiriti della Saggezza; qui l’uomo acquisì il corpo eterico. In questa fase splende la luce ed è presente anche del fumo del gas e del vento. Nascono gli animali.
3. nell'antica Luna cui dominavano le Virtù o Dynámis, o Spiriti del movimento. L'evoluzione dell'antico Sole ha portato al distacco dell'antica Luna. Questo distacco ha espulso la parte più grossolana, consentendo all'antico Sole di proseguire nella sua evoluzione.[95] In questa fase si innestò nell’uomo il corpo astrale, sorse anche il regno vegetale. In questa epoca un certo numero di entità si distaccarono divenendo degli ostacolatori “sacrificandosi” per consentire l’evoluzione umana.
4. la terra attuale è dominata dagli Spiriti della Forma per cui l’uomo ha acquisito il suo io nonché una dimensione materiale. In questa fase sono sorti i minerali. In questa fase l’uomo si evolve attraverso la saggezza che ritrova in se stesso sino al termine di questa era.[96]
5. la terra evolverà nella futura fase di Giove dove l’uomo percepirà l’amore in ogni cosa piuttosto che la saggezza attuale.[97]
6. successivamente in Venere
7. l’ultima fase è quella di Vulcano

Secondo questa evoluzione la Terra si sarebbe distaccata dalla luna, e questo per separare le entità luciferiche da quelle terrestri, ma soprattutto per consentire uno sviluppo equilibrato e non troppo rapido dell’essere umano sulla terra. Le entità infatti, attraverso questo passaggio influirebbero a distanza e non in maniera diretta sull'uomo.
Quando parla dei pianeti: luna, mercurio, saturno o del sole Steiner specifica che non intende il corpo fisico di un pianeta ma il nome con cui vengono identificate determinate gerarchie spirituali. In passato ciò che oggi chiamiamo mercurio definiva, secondo Steiner, con un nome diverso determinate entità spirituali.
(Gerarchie spirituali e loro riflesso nel mondo fisico)
Questi nomi identificano anche le precedenti incarnazioni della Terra stessa:
(Dalla cronaca dell’akasha)
La Terra è tale perché consente all’uomo di vivere la sua esistenza come entità egoica. Negli stadi precedenti altri esseri divennero uomini i quali oggi sono entità superiori.

### Lemuria, Atlantide e l'origine dell'uomo
(Rudolf Steiner,  "Stadi ulteriori dello sviluppo della Terra", Conferenza del 25 giugno 1907)
Le credenze di Steiner sull'origine dell'uomo erano in accordo con le teorie propugnate dall'esoterista e medium Helena Blavatsky (fondatrice della teosofia), che affermava di averle apprese da un manoscritto perduto: il Libro di Dzyan. Steiner affermava che in passato vi era stata una sequenza di cinque "razze radicali" (o razze madri, o razze radice): la polare, l'iperborea, la lemuriana, l'atlantidea e l'ariana. Ognuna di queste razze si sarebbe ulteriormente divisa in nuove sottorazze anch'esse apparse in successione. L'evoluzione sui diversi continenti perduti avveniva mediante l'intervento di "esseri spirituali diversi nel corso di lunghissimi periodi di tempo".

Steiner ha cercato di dare una parvenza scientifica a queste tesi, affermando che erano coerenti a quelle di Ernst Haeckel, controverso scienziato evoluzionista secondo cui gli organismi più complessi si sono evoluti da quelli più semplici, ma non nel modo descritto da Darwin. Steiner sosteneva che, come non si può dedurre il concetto dei rettili da quello di (cosiddetti) "protoamnioti", così l'uomo può essere compreso solo a partire dall'uomo stesso, cioè dal suo spirito: sarebbe stata l'individualità umana che, con l'ausilio di esseri spirituali, avrebbe via via plasmato se stessa dalle forme organiche più elementari a quelle più avanzate. Gli animali che oggi circolano sulla Terra, pertanto, non sarebbero che l'eco di stadi precedenti umani il cui sviluppo si è come arrestato ad una certa forma, essendo stati incapaci di progredire oltre. 
Molti progressi scientifici di oggi sono validissimi ma incompleti. Molto logici ma lontani dalla realtà completa.»
(Steiner, La caduta degli spiriti delle tenebre. I retroscena spirituali del mondo, XIV conferenza, 1917)
Poco prima della catastrofe atlantidea le popolazioni di Atlantide si spostarono in Europa dove erano rimasti anche altri iniziati. Tuttavia un gruppo di prescelti guidato da un grande iniziato migrò nelle attuali regioni del Tibet mantenendo così una forte presenza spirituale. A sua volta dal Tibet giunse una colonia civilizzatrice nell’India.

### L’influenza dei pianeti sulla terra
(Rudolf Steiner, L'azione delle stelle e dei pianeti sulla vita terrestre)
L’antroposofia nel mantenere un legame con gli antichi principi della tradizione considera i pianeti non solamente da un punto materiale, ma soprattutto spirituale. In ciò i pianeti nel loro moto, così come insegna l’astrologia, mantengono un’influenza sulla terra e sugli esseri viventi. Steiner ad esempio fa notare come i maggiolini tendano a divorare le patate a ondate che in genere si verificano ogni quattro anni. Ciò avviene perché le larve si sviluppano ogni quattro anni in quantità. La spiegazione di ciò risiederebbe sull’influenza di Marte che torna nella medesima posizione rispetto alla terra ogni quattro anni.
Ogni pianeta svolge una diversa influenza sulla terra, per esempio la Luna è responsabile delle forze di fecondazione, il Sole delle forze di crescita, Saturno del pensiero. Steiner fa notare come oggi la conoscenza si concentra solo su misure come la velocità di traslazione di Saturno o della Luna o alla scoperta di vulcani lunari.

## Obiettivi sociali dell'antroposofia
Per un certo periodo dopo la prima guerra mondiale, Steiner fu estremamente attivo e ben conosciuto in Germania ed Europa e in molti luoghi in cui egli tenne conferenze su argomenti sociali. Una petizione esprimente le sue idee sociali di base (firmata da Hermann Hesse, tra gli altri) fu fatta circolare largamente. Il suo libro principale sulla questione sociale, Die Kernpunkte der Sozialen Frage vendette decine di migliaia di copie.
Al giorno d'oggi nel mondo esiste un consistente numero di banche innovative, compagnie, istituzioni caritatevoli, e scuole per sviluppare nuove forme collaborative di lavoro, tutte funzionanti in parte sulle idee sociali di Steiner. Un esempio è la Fondazione Rudolf Steiner (The Rudolf Steiner Foundation o RSF), costituita nel 1984, con un attivo nel 2004 stimato di 70 milioni di dollari. La RSF fornisce "innovativi servizi finanziari caritatevoli". Secondo le organizzazioni indipendenti Co-op America e Social Investment Forum Foundation, RSF è "una delle 10 migliori organizzazioni che esemplifica la costruzione di opportunità economiche e speranza per individui attraverso l'investimento di comunità". La prima banca, fondata nel 1974 sulle idee di Steiner, fu la Gemeinschaftsbank für Leihen und Schenken a Bochum, Germania.

### La prospettiva di Steiner sulla storia sociale
Nei diversi scritti di Steiner e nelle conferenze che egli tenne si fa riferimento a tre sfere principali di attività che compongono la società umana: quella spirituale, quella economica e quella politico-giuridica. Nei tempi antichi, coloro che detenevano il potere politico erano generalmente anche investiti dell'autorità religiosa, mentre l'attività economica non era ancora considerata come tale, essendo anzi spesso reputata non idonea per la persona libera. La Cultura, lo Stato e l'Economia erano fuse (per esempio nell'antico Egitto). Con la nascita della civiltà Greca e Romana, le tre sfere iniziarono a divenire più autonome. Questa autonomia continuò a crescere lungo i secoli, e con il lento aumento dell'egualitarismo e dell'individualismo, l'insuccesso nel separare adeguatamente l'economia, la politica e la cultura fu sentito sempre più come fonte di ingiustizia.

Steiner rigetta pertanto la concezione occidentale di democrazia quale forma di governo che si è andata sviluppando dall'Ottocento in poi, ravvisando in essa soltanto una sorta di paravento di cui si servono gli uomini della grande finanza capitalistica:
Se la gente continua a vivere con i concetti che ha, gli unici che si permette di avere, muovendo cioè solo dal concetto di democrazia, ne ha appunto qualcosa di paragonabile a quel concetto di uomo che spesso ricordo: un essere con due gambe e senza piume, vale a dire un gallo spennato. Quanto poco si conosce dell'uomo mostrando un gallo spennato, altrettanto poco si sa della democrazia limitandosi a glorificarla. Si prendono cioè i concetti per delle realtà.
Così è allora possibile che l'illusione si metta al posto della realtà quando si tratta della vita umana, quando si assopiscono gli uomini con soli concetti. Essi credono allora che i loro sforzi tendono a che ognuno possa manifestare la sua volontà nell'ambito delle diverse strutture democratiche, e non notano che quelle strutture sono tali che sempre un paio di persone ne tirano i fili mentre gli altri vengono guidati.
Poiché però viene sempre ripetuto che si è nella democrazia, non ci si accorge di essere guidati dai pochi che guidano. Tanto meglio i pochi possono guidare, quanto tutti gli altri credono di essere loro a guidare e non di essere guidati.
Con concetti astratti si può benissimo addormentare la gente e far credere il contrario della realtà.
Così però possono appunto al meglio le potenze oscure. Se qualcuno poi si desta, non viene ascoltato. 
È interessante come nel 1910 sia stata scritta una delle più belle frasi, e cioè che il grande capitalismo è riuscito a fare della democrazia lo strumento più meraviglioso, efficace e duttile per lo sfruttamento della collettività.»
(Rudolf Steiner, cit. da La caduta degli spiriti delle tenebre: i retroscena spirituali del mondo, Dornach, 18 ottobre 1917 )

#### Le sette epoche post-atlantiche
L'antroposofia ha il suo proprio concetto di storia: secondo Steiner la nostra epoca attuale cade nel periodo post-Atlantico, poiché nella sua visione il disastro che dice di aver colpito Atlantide fu un punto di svolta significativo nella storia dell'uomo. Questo periodo post-Atlantico è diviso da lui in sette epoche, l'attuale è da Lui considerata la quinta epoca.
In ognuna delle varie epoche l’uomo modifica il proprio modo di pensare e di agire in funzione delle acquisizioni spirituali sovvenute. 
| Ordine | Acquisizione                    | Definizione dell'epoca                                       | Descrizione |
| ------ | ------------------------------- | ------------------------------------------------------------ | --- |
| 0      | Corpo fisico                    | Atlantide                                                    | Epoca atlantidea |
| 1      | Corpo eterico                   | Civiltà paleoindiana (9387-7227 a.C.)                        | in cui l’uomo viveva ancora in connessione con la divinità e con la nostalgia di aver perso la vicinanza col mondo spirituale; |
| 2      | Corpo astrale (corpo senziente) | Civiltà paleopersiana (5067-2907 a.C.)                       | in cui l’uomo sperimentò il dualismo divino, la contrapposizione tra Orzman e Arimane. Inoltre percepivano il piano fisico come reale e tramite la realtà cercavano di coltivare lo spirito;                                                                                           |
| 3      | Anima senziente                 | Civiltà egiziana, assiro babilonese e caldea (2907-747 a.C.) | con la contrapposizione tra il solare e il lunare rappresentati da Osiride e Iside. Essi guardavano agli astri come espressione degli dei, e sulla terra studiavano la geometria come un riflesso di essi; ci si rivolge all'esterno, alla materia attraverso le leggi che la regolano |
| 4      | Anima razionale                 | Civiltà greco-latina (747 a.C.-1413)                         | in cui si è sperimentato il politeismo, eco dell’antica età atlantica. In quest’epoca l’uomo compie il connubio tra spirituale e fisico dandone pari dignità. Gli effetti di quest’epoca si sono esauriti nel XIII-XIV secolo.                                                         |
| 5      | Anima cosciente                 | civiltà anglo-germanica (1413-3573)                          | iniziata attorno al X e XII secolo, l'uomo acquisisce definitivamente l'io individuale abbandonando quello di gruppo. |
| 6      | Sé spirituale o mana            | civiltà russo-slava (3573-5733)                              | perdita dell'io individuale e acquisizione di una visione di saggezza collettiva |
| 7      | Spirito vitale o buddhi         | civiltà americana (5733-7893)                                | l'ultima epoca in cui si raggiungerà la pienezza della pace e della fraternità tramite una saggezza comune. |

Dopo l'epoca della civiltà americana Steiner prevede la guerra di tutti contro tutti.

### Triarticolazione dell'organismo sociale
Ci sono tre componenti in un sano organismo sociale, interconnessi ma funzionalmente diversi, essi sono l'elemento economico, quello politico e del diritto, quello infine della cultura, intesa come espressione spirituale della società (scuola, arte, scienza).
Come nell'uomo, - il sistema nervoso, il sistema circolatorio-respiratorio e il sistema del ricambio - sono interconnessi e riportati ad unità, ma vivono con proprie leggi e funzioni diverse una dalle altre, così nelle società i criteri di organizzazione e amministrazione di un'area non sono idonei anche per l'altra; in secondo luogo, quando una di queste aree invade l'attività delle altre si determina una condizione patologica.
Quei tre elementi vivono, prosperano e deperiscono con leggi e condizioni diverse le une dalle altre.
Ad esempio, quel che costituisce il mondo del diritto - l'egual valore di ognuno davanti alla legge, in quanto semplicemente essere umano adulto - non conta nulla nell'ambito culturale e spirituale, nel quale una formula matematica può essere giusta a prescindere dal consenso della maggioranza. Oppure, ad esempio, in economia non guadagna di più chi ne sa di più, ma chi riesce concretamente a rispondere ai bisogni degli altri in modo efficace... e così via.
È interessante che ciò che è essenziale per una sfera, di solito risulta deteriore per le altre sfere. Immaginate che la matematica si risolva con le elezioni, o che sia giusto quel che dice chi paga di più, o ancora che qualcuno sia più libero di altri....
Contraddizioni, patologie che mi sembra si possano osservare anche nella nostra società.
Quello che caratterizza la triarticolazione dell'organismo sociale, è dunque
1. l'autonomia della sfera della vita culturale rispetto allo Stato ed all'economia;
2. l'autonomia dell'economia rispetto allo Stato ed alla vita culturale;
3. l'autonomia dello Stato rispetto all'economia ed alla vita spirituale.

Le tre sfere della vita sociale si debbono auto-amministrare e i loro rappresentanti concorrono insieme all'organizzazione della vita della comunità di popolo così costituita. La società si riunifica nella persona, che partecipa nel corso della vita di tutte e tre le sfere della società. La persona anzi si troverà in momenti diversi a partecipare in modo maggiormente attivo ad ognuna delle diverse sfere dell'organismo sociale.

## Aspetti del pensare antroposofico
(Rudolf Steiner Le manifestazioni del karma)
Secondo Steiner, esiste un vero mondo spirituale dal quale il mondo materiale si è condensato gradualmente, ed evoluto. Il mondo spirituale, riteneva Steiner, può essere indagato nelle circostanze giuste attraverso l'esperienza diretta, da persone che praticano forme rigorose di autodisciplina morale e cognitiva. Steiner ha descritto molti esercizi che diceva erano adatti a rinforzare tale autodisciplina. Su tale base, egli disse, potrebbero essere scoperti e riportati dettagli del mondo spirituale, non infallibilmente, ma con una precisione approssimativa. Viene altresì considerato fondamentale l'astenersi dall’uso delle bevande alcoliche, che influirebbero sul normale sviluppo spirituale dell’individuo. Il divieto è esteso anche a qualsiasi psicofarmaco anche a basso dosaggio. L'aspetto più importante per avanzare nel cammino antroposofico e quindi per poter avere accesso alle percezioni dei mondi spirituali, è senza dubbio il mantenimento di un'alta disciplina etica: rigidi con se stessi e flessibili con gli altri.
Steiner considerava i resoconti sulla sua ricerca come aiuti importanti per altri che cercano di arrivare all'esperienza spirituale. Egli suggeriva che una combinazione di esercizi spirituali (per esempio, concentrarsi su un oggetto come un seme), sviluppo morale (controllo del pensiero, dei sentimenti e della volontà combinata con apertura, tolleranza ed elasticità) e familiarità con i risultati di altri ricercatori spirituali avrebbero favorito al meglio lo sviluppo spirituale dell'individuo. Sottolineò costantemente che qualsiasi pratica spirituale interiore dovrebbe essere intrapresa in tal modo da non interferire con le responsabilità individuali nella vita esteriore. Ciò significa che chi intraprende la via antroposofica non deve abbandonare la sua normale vita e non deve chiudersi in un ascetismo che rende il cammino deleterio.
Steiner raccomandò spesso alla gente di evitare di trasformare il suo lavoro in una dottrina. Sottolineò che ogni ricercatore, in ogni campo, poteva commettere errori e che sia la scienza che il mondo continuavano ad evolvere, rendendo tutti i risultati superati dopo un certo tempo.

### Gli esercizi antroposofici
Uno degli esercizi dell'antroposofia è concentrarsi su un dato contenuto (che può essere un oggetto esteriore o una immaginazione spirituale) per un dato tempo, e poi eliminare coscientemente il contenuto dalla propria coscienza, permettendo al processo di attenzione di continuare. Possiamo divenire consapevoli, in tal modo, dell'attività dell'attenzione stessa. Un passo ulteriore è di escludere questa attività dalla propria coscienza. Dietro l'attività, suggeriva Steiner, si sarebbe trovato un altro livello di realtà spirituale.
I diversi esercizi suggeriti sarebbero secondo Steiner atti a sviluppare nel discepolo qualità morali e ad avviarlo alla percezione dei mondi spirituali. Gli esercizi andrebbero eseguiti tutti i giorni con il massimo rigore e senza eccezioni.
Dopo una fase iniziale in cui è possibile scegliere di abbandonare per poca convinzione o per scelte personali, si passa ad una fase in cui il cammino è avviato e si deve procedere poiché il fermarsi non sarebbe salutare. È essenziale dire che il cammino antroposofico va sempre portato avanti con la supervisione di una guida esperta, senza di essa ogni approccio spirituale potrebbe essere deleterio.
Gli esercizi, secondo Steiner, modificherebbero tutte e tre gli aspetti dell’individuo contemplati dall'antroposofia: pensare, sentire e volere. Per fare ciò bisogna acquisire, a mezzo di una regolare disciplina, le seguenti qualità: la padronanza del pensiero, il dominio sugli impulsi volitivi, l’imperturbabilità di fronte al piacere e al dispiacere, la positività nel giudicare del mondo, la spregiudicatezza nella concezione della vita.

## Influsso dell'antroposofia sulle scienze e sulle arti
L'Antroposofia ha influenzato direttamente o indirettamente numerosi ambiti pratici:
- Architettura (Goetheanum)
- Agricoltura biodinamica
- Educazione Waldorf ("scuola steineriana")
- Medicina antroposofica

I medici nel movimento antroposofico usano, tra le altre cose, l'omeopatia come parte delle loro pratiche mediche. Il movimento medico antroposofico raccoglie centinaia di medici europei aderenti e ha suoi propri ospedali e università mediche.
- Scienza goethiana
- Euritmia ("movimenti come linguaggio visibile")
- Centri di aiuto per disabili (Camphill Villages)
- Rinnovamento religioso (Comunità dei Cristiani)
- l'antroposofia influenzò alla metà del XX secolo lo scrittore e filosofo del linguaggio Owen Barfield e attraverso di lui raggiunse il gruppo degli Inklings, che includeva scrittori come J. R. R. Tolkien e C. S. Lewis.

### Approfondimenti
1. ↑  Steiner riporta in proposito le parole di Goethe riguardo alla dottrina meccanica di Holbach: «Una materia dovrebbe esistere dall'eternità, e dall'eternità essere in moto, e con tale moto dovrebbe senz'altro produrre, a destra e a sinistra e in ogni direzione, gli infiniti fenomeni dell'esistenza? Avremmo magari anche potuto accettare tutto ciò, se dalla sua materia in movimento l'autore avesse realmente fatto sorgere il mondo davanti ai nostri occhi. Ma della natura egli ne sa quanto noi: che, dopo aver piantati là alcuni concetti generali, li abbandona subito, per trasformare ciò ch'è superiore alla natura, (o che per lo meno appare, quale natura superiore, nella natura), in una natura materiale, pesante, in movimento, sì, ma senza direzione, né forma: e con ciò crede di aver fatto un gran passo» (cit. di Goethe in Steiner, Le opere scientifiche, op. cit., pag. 9).
2. ↑  «Lungi dall'essere la causa che suscita in me la sensazione, quel processo spaziale-temporale è l'effetto della sensazione in un oggetto esteso nello spazio e nel tempo. [...] In quei processi non trovo assolutamente come dato il lato obiettivo dei processi sensori, bensì una forma della loro manifestazione» (Steiner, cit. da  Le opere scientifiche di Goethe (archiviato dall'url originale il 13 maggio 2016)., 1896).
3. ↑  «Che cosa deriva all'uomo dal fatto che quella trasformazione non è oggi ancora avvenuta? La scienza dello spirito lo enuncia in modo assai semplice: per il fatto che il corpo astrale non è ancora purificato, non è ancora trasformato nel sé spirituale, è possibile l'egoismo; per il fatto che il corpo eterico non è ancora permeato dalle forze dell'io, sono possibili la menzogna e l'errore; e per il fatto che il corpo fisico non è ancora permeato dalle forze dell'io, sono possibili la malattia e la morte. Nel sé spirituale pienamente sviluppato non vi sarà più egoismo; e così non vi saranno più malattia e morte, ma solo salvezza e salute, nell'uomo-spirito pienamente evoluto, cioè nel corpo fisico interamente sviluppato e trasformato.» (Rudolf Steiner, Il Vangelo di Giovanni)
4. ↑  «Nulla ora più mi trattiene, adesso che da diciotto mesi sorse l'alba, da tre mesi il chiaro giorno, e da pochissimi giorni il pieno sole di una meravigliosa visione. Sì, io mi abbandono a un sacro furore, affronto con scherno i mortali, e lo ammetto apertamente: Ho rapito gli aurei vasi degli egizi per edificare, lontano dai confini d'Egitto, un sacro tabernacolo al mio Dio. Se mi perdonate, io me ne rallegro; se vi adirate contro me, lo sopporto. Ecco, io getto il dado, e scrivo un libro per il tempo presente o per l'avvenire: per me, è indifferente. Esso potrà attendere il suo lettore per cento anni, poiché Dio ne attese seimila per trovare l'osservatore!»
5. ↑  «Vorrei qui precisare esplicitamente che parlando di Zarathustra alludo a un essere che già i greci assegnavano a un’epoca di circa 5000 anni precedente la guerra di Troia, e che quindi non è da identificarsi con quello che la storiografia esteriore chiama Zarathustra, e neppure con colui che viene menzionato con tale nome al tempo di Dario. Lo Zarathustra dei tempi remoti aveva dunque un protettore al quale possiamo attribuire il nome di Gustasb, col quale fu designato più tardi.» (Dal Vangelo secondo Matteo)
6. ↑  «I seguaci della teoria dell'evoluzione organica dovrebbero ritenere che ci sia stata una volta sulla terra un'era in cui un essere avrebbe potuto seguire cogli occhi la graduale evoluzione dei rettili dai protoamnioti, supposto che avesse potuto esser presente come osservatore e che fosse stato dotato di sufficiente longevità. [...] Ma a nessun sostenitore della teoria dell'evoluzione dovrebbe passare per la mente di dire che dal suo concetto del protoamnioto egli potrebbe trarre quello del rettile con tutte le sue qualità, anche senza aver mai veduto un rettile» (Rudolf Steiner,  Filosofia della libertà (PDF)., p. 59, trad. it. di Ugo Tommasini, Bellia, 1997.

### Fonti
1. ↑   Antroposofia sulla Treccani..
2. ↑  Questo è il sottotitolo dell'opera: Steiner, Rudolf, La filosofia della libertà, 1893 [1995]
3. ↑   Rudolf Steiner, Cristo in relazione a Lucifero e Arimane, su napolinetwork.it, 1915.
4. ↑   Paul Jump, Aberdeen decides against alternative medicine chair, in Times Higher Education Supplement, 11 maggio 2012.
5. ↑   E Ernst, Anthroposophic Medicine, in Focus on Alternative and Complementary Therapies, vol. 12, 2010,  p. 66, DOI:10.1111/j.2042-7166.2007.tb04893.x.
6. ↑  (EN) Richard Garner, The Big Question: Who was Rudolf Steiner and what were his revolutionary teaching ideas?, su The Independent, mercoledì 24 gennaio 2007. URL consultato l'11 aprile 2014.
7. ↑   Schools of pseudoscience pose a serious threat to education, in The Guardian, 12 maggio 2012.
8. ↑   The Skeptic Encyclopedia of Pseudoscience: Volume One, ABC-CLIO, 2002,  p. 31, ISBN 978-1-57607-653-8.
9. ↑   Michael Ruse, Democracy and the problem of pseudo-science, su abc.net.au, ABC Religion and Ethics, 13 giugno 2013.
10. ↑  Riddles of the Soul, GA21, p. 62
11. ↑  Rudolf Steier - A Vision for the Millennium - p.10
12. ↑  Rudolf Steiner,  Le opere scientifiche di Goethe (PDF) (archiviato dall'url originale il 24 settembre 2015)., pag. 191, trad. it., Milano, Fratelli Bocca Editori, 1944.
13. ↑  Benedetto Croce commissionò a Giovanni Gentile un articolo riguardo alla filosofia della libertà.
14. ↑  L'esistenza in un remoto passato di un continente posto nel mezzo dell'oceano indiano fu ipotizzata dallo zoologo Philip Sclater nel 1864. Con la scoperta della Tettonica a placche i geologi ne dimostrarono l'impossibilità.
15. ↑  Per esempio quelle di McDermott e di Poupard citate in bibliografia.
16. ↑   Theosophical Society, Adyar: Home of the Theosophical Society, 12 giugno 2013. URL consultato il 14 agosto 2018.
17. ↑  Ahern, G. (1984): Sun at Midnight : the Rudolf Steiner movement and the Western esoteric tradition
18. ↑  Pubblicato in italiano col titolo L'iniziazione
19. ↑  Conoscenza vivente della natura, p. 137.
20. ↑  Rudolf Steiner - The Anthroposophic Movement (lecture 2 - Dornach June 11, 1923 p.33)
21. ↑  Emil Du Bois-Reymond, Sui limiti della conoscenza naturale, memoria presentata al 45º Congresso dei naturalisti e medici tedeschi, Lipsia 1882.
22. ↑  Rudolf Steiner, Goethes naturvissenschaftliche Schriften, trad. it.  Le opere scientifiche di Goethe (TXT)., pp. 220-230, Milano, Fratelli Bocca Editori, 1944.
23. ↑   L'antropologia di Steiner, su liberascuola-rudolfsteiner.it (archiviato dall'url originale il 21 giugno 2015).
24. ↑   Il concetto, questo sconosciuto [collegamento interrotto], su ospi.it.
25. ↑  Rudolf Steiner, Il Vangelo di Luca, traduzione di Lina Schwarz, Opera Omnia n. 114, Editrice Antroposofica, Milano, 2016. ISBN 978-88-7787-523-5. p. 18
26. ↑  Heiner Ullrich,  Un pensatore e un riformatore neo-romantico., trad. it. di Massimo Orlandi, articolo originariamente pubblicato in "Prospects: the quarterly review of comparative education", Parigi, UNESCO, Ufficio internazionale dell'Educazione, vol. XXIV, n. 3/4, 1994, pp. 555-572.
27. ↑  Steiner, Rudolf, Anthroposophical Leading Thoughts. London: Rudolf Steiner Press, (1924) 1998.
28. ↑  Christoph Lindenberg, Rudolf Steiner, Rowohlt 1992, ISBN 3-499-50500-2
29. ↑   Geometry and Experience, su webarchive.loc.gov. URL consultato il 7 ottobre 2018 (archiviato dall'url originale il 24 novembre 2001).
30. ↑  Rudolf Steiner, Anthroposophy and Science, lecture of March 16, 1921
31. ↑   I sei giorni della creazione: le tappe di un'evoluzione materiale e spirituale..
32. ↑   I dodici sensi umani..
33. ↑   Rudolf Steiner, Il Vangelo di Marco, traduzione di Willy Schwarz, Editrice Antroposofica, 2004,  pp. 74-75, ISBN 88-7787-349-3.
34. ↑   Rudolf Steiner, Dalla cronaca dell’akasha, Editrice Antroposofica, 2016,  p. 78, ISBN 978-88-7787-411-5.
35. ↑  Verhulst, Jos (2003). Developmental Dynamics. Ghent, NY: Adonis Press. pp. 24–25. ISBN 978-0-932776-28-0.
36. ↑  George Trevelyan Operation Redemption 1981, pp. 117-118
37. ↑  Steiner, Man as Symphony of the Creative Word and Occult Science
38. ↑  John Waterman Evolution and The Image of Man in A. C. Harwood The faithful thinker: Centenary essays on the work and thought of Rudolf Steiner Hodder and Stoughton, 1961, p. 45
39. ↑  Conoscenza vivente della natura, p. 17.
40. ↑  Universo, terra e uomo, p. 154.
41. ↑  Rudolf Steiner, Human Thought and Cosmic Thought, lecture 3
42. ↑  GA 130, p. 156
43. ↑  Steiner la considera come la quinta parte del corpo oltre all’io, fisico, eterico e astrale.
44. ↑  Il Vangelo di Giovanni, p. 125.
45. ↑  Le manifestazioni del karma, p. 123.
46. ↑  Le manifestazioni del karma, p. 131.
47. ↑  Steiner afferma che oltre alle entità positive sono presenti quelle negative, creature che una volta erano angeli e che hanno scelto di sacrificarsi diventando oppositori. Le due entità principali sono Lucifero e Arimane.
48. ↑  Rudolf Steiner, La saggezza dei Rosacroce, traduzione di Iberto Bavastro, Opera Omnia n. 99, Editrice Antroposofica, Milano, 2013. p. 128 ISBN 978-88-7787-422-1
49. ↑  Universo, terra e uomo, p. 148.
50. ↑  Il Vangelo di Giovanni, p. 69.
51. ↑  Il Vangelo di Giovanni, p. 70.
52. ↑   Il Mistero del Golghota e la purificazione del sangue dall'egoismo | Riflessioni sull'Antroposofia. La Scienza dello Spirito di Tiziano Bellucci, in Riflessioni.it. URL consultato il 3 ottobre 2018.
53. ↑  Universo, terra e uomo, p. 45.
54. ↑  La scienza occulta, p. 79.
55. ↑  La scienza occulta, pp. 80-81.
56. ↑   Rudolf Steiner, Il legame fra i vivi e i morti, Editrice Antroposofica, 2019,  p. 193, ISBN 978-88-7787-451-1. URL consultato il 10 dicembre 2022.
57. ↑   Rudolf Steiner e il Karma, su area75.eu. URL consultato il 28 giugno 2017.
58. ↑  La saggezza dei Rosacroce, p. 130.
59. ↑   La Società Antroposofica, in Le religioni in Italia, 7 aprile 2014. URL consultato il 22 giugno 2017.
60. ↑  Universo, terra, uomo (Welt, Erde und Mensch, deren Wesen und Entwickelung, sovie ihre Spiegelung in dem Zusammenhang zwischen iiuptischem Mythos undgegenwürtiger Kultur.) – Editrice Antroposofica Milano 2005 pp. 176-177 ISBN 88-7787-370-1
61. ↑  Le manifestazioni del karma, p. 77.
62. ↑  Le manifestazioni del karma, pp. 193-194.
63. ↑  Epidemie, p. 27.
64. ↑  La saggezza dei Rosacroce, p. 64.
65. ↑  La saggezza dei Rosacroce, p. 57.
66. ↑  Le manifestazioni del karma, pp. 90-91.
67. ↑  Le manifestazioni del karma, p. 108.
68. ↑  Le manifestazioni del karma, p. 181.
69. ↑  Le manifestazioni del karma, p. 159.
70. ↑  pp.41-47 (2005)
71. ↑  Il Vangelo di Giovanni, p. 27.
72. ↑  Il Vangelo di Giovanni, p. 120.
73. 1 2  Il Vangelo di Giovanni, p. 136.
74. ↑  Universo, terra e uomo, pp. 57-59.
75. ↑  Universo, terra e uomo, p. 85.
76. ↑  Universo, terra e uomo, p. 95.
77. ↑  Gerarchie spirituali, p. 33.
78. ↑  p.114 (2012)
79. ↑  Robert McDermott, The Essential Steiner, ISBN 0-06-065345-0, pp. 3–11, 392–5
80. 1 2  Carlo Willmann, Waldorfpädagogik: Theologische und religionspädagogische Befunde, ISBN 3-412-16700-2, Chap. 1
81. ↑  Le manifestazioni del karma, p. 148.
82. 1 2  Il Vangelo di Luca, p. 86.
83. ↑  Il Vangelo di Luca, p. 80.
84. ↑  Il Vangelo di Luca, pp. 63-64.
85. ↑  Il Vangelo di Luca, p. 44.
86. 1 2   Angeli e Antroposofia, su angelologia.it. URL consultato il 20 gennaio 2018 (archiviato dall'url originale il 4 giugno 2016).
87. ↑  Gerarchie spirituali, p. 45.
88. ↑  Gerarchie spirituali, pp. 88-89.
89. ↑  Gerarchie spirituali, pp. 116-117.
90. ↑  La scienza occulta, pp. 84-86.
91. ↑  pp. 59-60 (2005)
92. ↑  Steiner ricorda la tesi del fuoco primordiale nella filosofia di Eraclito.
93. ↑  Gerarchie spirituali, p. 73.
94. ↑  Gerarchie spirituali, p. 52.
95. ↑  Gerarchie spirituali, p. 74.
96. ↑  Il Vangelo di Giovanni, p. 45.
97. ↑  Il Vangelo di Giovanni, p. 44.
98. ↑  p. 44 (2012)
99. ↑  Gerarchie spirituali, p. 19.
100. ↑   Joseph Hériard Dubreuil, Una descrizione abbastanza breve di ciò che racconta Rudolf Steiner a proposito della malattia e del male, su Revue 3millénaire, N. 99.
101. ↑   Rudolf Steiner, ATLANTIS The Fate of a Lost Land and its Secret Knowledge.
102. ↑   IL LIBRO DI DZYAN, LA STORIA PROIBITA DELL’UMANITÀ, su ProspettivAlternativa, 6 giugno 2014. URL consultato il 27 giugno 2017.
103. ↑   Alessandro Marcon, http://www.antiguatau.it/doc-scarico/pdf-teosofia/stanze_di_dzyan_commentario.pdf.
104. ↑   3e millénaire » Una descrizione abbastanza breve di ciò che racconta Rudolf Steiner a proposito della malattia e del male di Joseph Hériard Dubreuil, su revue3emillenaire.com. URL consultato il 21 giugno 2017.
105. ↑   La caduta degli spiriti delle tenebre. I retroscena spirituali del mondo (PDF)., conferenze del 1917.
106. 1 2  Il Vangelo di Giovanni, p. 140.
107. ↑  Il Vangelo di Giovanni, p. 137.
108. ↑  L’azione delle stelle, pp. 31-32.
109. ↑  L’azione delle stelle, p. 102.
110. ↑  oggi tradotto in Italiano come "I punti essenziali della questione sociale"
111. 1 2   Sulla democrazia, in O.O. N° 177, 1917.
112. ↑  Universo, terra e uomo, p. 145.
113. ↑  Il collegamento con l’epoca atlantica è la figura di Mani, che avrebbe istruito sette risci, o sette santi atti a diffondere i misteri dell’universo agli indiani.
114. ↑  Universo, terra e uomo, p. 146.
115. ↑  Universo, terra e uomo, p. 147.
116. ↑  Universo, terra e uomo, p. 152.
117. ↑  Universo, terra e uomo, pp. 38-40.
118. ↑   CTSadmin, I 7 PERIODI DI CIVILTÀ DELL’EPOCA POSTATLANTICA • Anthropos, su Anthropos, 11 giugno 2018. URL consultato il 15 ottobre 2022.
119. ↑   L'Alcool e l'Evoluzione Spirituale, su anticorpi.info. URL consultato il 22 ottobre 2017 (archiviato dall'url originale il 23 ottobre 2017).
120. ↑  La scienza occulta, p. 230.
121. ↑  La scienza occulta, p. 252.

### Opere di Steiner citate
- Rudolf Steiner, Universo, terra e uomo, Milano, Editrice Antroposofica, 2005, ISBN 88-7787-370-1.
- Rudolf Steiner, Gerarchie spirituali e loro riflesso nel mondo fisico Zodiaco. Pianeti Cosmo, Milano, Editrice Antroposofica, 2010, ISBN 978-88-7787-393-4.
- Rudolf Steiner, La scienza occulta nelle sue linee generali, Editrice Antroposofica, 2018, ISBN 978-88-7787-551-8.
- Rudolf Steiner, Le manifestazioni del karma, Editrice antroposofica, 2012, ISBN 978-88-7787-421-4.
- Rudolf Steiner, La saggezza dei Rosacroce, collana Opera Omnia n. 99, traduzione di Iberto Bavastro, Milano, Editrice antroposofica, 2013, ISBN 978-88-7787-422-1.
- Rudolf Steiner, L'azione delle stelle e dei pianeti sulla vita terrestre, Editrice Antroposofica, 2011, ISBN 978-88-7787-455-9.
- Rudolf Steiner, Il Vangelo di Giovanni, Editrice Antroposofica, 2014, ISBN 978-88-7787-427-6.
- Rudolf Steiner, Conoscenza vivente della natura, traduzione di Iberto Bavastro, Editrice Antroposofica, 2018, ISBN 978-88-7787-606-5.
- Rudolf Steiner, Il Vangelo di Luca, traduzione di Lina Schwarz, Opera Omnia n. 114, Milano, Editrice Antroposofica, 2016, ISBN 978-88-7787-523-5.
- Rudolf Steiner, Epidemie, traduzione di Daniela Castelmonte, 2020, ISBN 978-88-7787-633-1.

### Fonti enciclopediche
- Geoffrey Ahern, Sun at Midnight: the Rudolf Steiner movement and Gnosis in the West, James Clarke & Co. Ltd, 2009.
- Tore Ahlbäck, Rudolf	Steiner as a Religious Authority, in Western	Esotericism, ed. Tore Ahlbäck, pp. 9-16, Institute for Research in Religious and Cultural History, 2008.
- Katharina Brandt e Olav Hammer, “Rudolf Steiner and Theosophy”, in Handbook of the Theosophical Current, ed. Olav Hammer e Mikael Rothstein, 113-33, Leiden: Brill, 2013.
- Ansgar Martins, Rassismus und	Geschichtsmetaphysik: Esoterischer Darwinismus und Freiheitsphilosophie bei Rudolf Steiner, Frankfurt: Info3, 2012.
- Ida Oberman, The Waldorf Movement in Education from European Cradle to American Crucible, 1919-2008, Lewiston: Mellen, 2008.
- Patricia Quiroga Uceda, “Waldorf Teacher Education: Historical Origins”, in Encounters in Theory and History	of Education, 16: 129-45, 2015.
- Michael Rhea,	“Denying and Defining Religion	Under the First Amendment: Waldorf Education as	a Lens for Advocating a	Broad Definitional Approach”, in Louisiana Law Review, 72: 1095-1127, 2012.
- Hartmut Traub, Philosophie und Anthroposophie: Die philosophische Weltanschauung Rudolf Steiners -- Grundlegung und Kritik, Stuttgart: Kohlhammer 2011.
- Ullrich Heiner, Rudolf Steiner, London: Bloomsbury	Academic, 2014.
- Peter Staudenmaier, Between Occultism and Nazism. Anthroposophy and the Politics of Race in the Fascist Era, Brill Academic Publishers, London 2014 .
- Peter Staudenmaier, Anthroposophy, in Dictionary of Contemporary Esotericism, (ed. E. Asprem), 10, Leiden: Brill .
- Helmut Zander, Anthroposophie in Deutschland. Theosophische Weltanschauung und gesellschaftliche Praxis 1884-1945, 2 Voll., Gottingen: Vandenhoeck	& Ruprecht, 2007.
- Helmut Zander, Rudolf Steiner: Die Biografie, Munich: Piper, 2011.